# マイケル・マークス (第2代ブロートンのマークス男爵)
第2代ブロートンのマークス男爵、マイケル・マークス（英: Michael Marks, 2nd Baron Marks of Broughton、1920年8月27日 - 1998年9月9日）は、イギリスの貴族。
日本人のマークス寿子（志村寿子）を三番目の妻に迎えたがのちに離婚した。

## 経歴
1920年8月27日、マークス&スペンサー社長サイモン・マークス(後の初代ブロートンのマークス男爵)とその妻ミリアム(旧姓シーフ)の長男として誕生。
セント・ポールズ・スクールを経てケンブリッジ大学コーパス・クリスティ・カレッジへ進学。
1964年12月8日の父の死により第2代ブロートンのマークス男爵位を襲爵。貴族院議員に列した。
しかし事業には関心がなく、マークス&スペンサー社長の地位は継がなかった。そのため経営には直接タッチしていなかったものの、同社の大株主であるし、創業者の孫であるから会社を自分の家のように扱うことが許されていたという。食事はいつも同社の重役用食堂で取り、また個人財産の管理も同社の弁護士・会計士に任せていたという。
仕事せずに好きな事をして生きていたため、マークス寿子が彼との結婚を日本の母に電話で報告して母から「その男は何をしているの？何の仕事をしているの？」と聞かれた際、「別に何も。絵を書いたり詩を書いたり」としか答えられなかったという。それを聞いた母は「それじゃ失業者じゃないの」と嫌がったという。これについてマークス寿子は「マークス&スペンサーのマークス卿を失業者と呼んだのは母が初めてであろう」と書いている。
1998年9月9日に死去。爵位は長男サイモンが継承した。

## 人物
絵を描くこと、詩を書くことのほか、古本(詩集・童話・美術関係)の収集が趣味であったという。
語学に堪能で母国語の英語の他、フランス語やスペイン語を話せたという。マークス寿子との結婚後には日本語にも関心を持ち、週一で成人日本語学校に通ったり、妻から教わったりしたが、ちょっとした会話ができる程度に留まったという。

## 栄典

### 爵位
- 1964年12月8日、第2代ブロートンのマークス男爵(1961年創設連合王国貴族爵位)[1]

## 家族
1949年にユダヤ系のアン・キャサリン・ピント(Ann Catherine Pinto)と最初の結婚をし、彼女との間に以下の3子を儲ける。
- 第1子（長男）サイモン・リチャード・マークス(1950-)：第3代ブロートンのマークス男爵
- 第2子（長女）ナオミ・アン・マークス(1952-)
- 第3子（次女）サラ・エリザベス・マークス(1953-)

1958年にアンと離婚。1960年にヘレン・フィッシャー(Helene Fischer)と再婚したが、子供の無いまま1965年に離婚した。1976年にイギリスで働いていた日本人の志村寿子（マークス寿子）と三度目の結婚をしたが、子供のないまま、1985年に離婚した。1988年に中国人リャン・ジャン(Liyang Zhang)と4度目の結婚をしたが、子供のないまま、1993年に離婚した。1994年にギリシャ人マリーナ・サカリス(Marina Sakalis)と5度目の結婚をし、死去まで連れ添ったが、子供はなかった。